# 朱诚如
朱诚如（1945年8月—），男，汉族，江苏淮阴人，中国历史学家和清史學者，曾任辽宁师范大学校长，故宫博物院副院长，国家清史编纂委员会副主任，北京大学、中国人民大学兼职教授。